# Europa F.C.
Europa FC je gibraltarský fotbalový klub z Gibraltaru, který soutěží v 1. Gibraltarské lize. Klub má také ženský tým, který hraje nejvyšší ženskou soutěž Gibraltaru. Byl založen v roce 1925.
Stejně jako všechny ostatní kluby z Gibraltaru sdílí Europa F.C. v současné době [kdy?] Victoria Stadium na Winston Churchill Avenue. Hráli předkola evropských lig.

## Soupiska
| Číslo |           | Pozice | Hráč                                        |
| ----- | --------- | ------ | ------------------------------------------- |
| 1     | Argentina | B      | Marcos Zappacosta                           |
| 2     | Gibraltar | Z      | Jeremy Lopez                                |
| 3     | Španělsko | O      | Alex Oñate                                  |
| 4     | Španělsko | Z      | José Galán (na hostování z Bruno's Magpies) |
| 5     | Španělsko | O      | Domingo Utrera                              |
| 6     | Gibraltar | Z      | Andrew Hernandez (kapitán)                  |
| 7     | Gibraltar | Z      | Mitchell Gibson                             |
| 8     | Španělsko | Ú      | Cristian Orihuela                           |
| 9     | Španělsko | Ú      | Cipri                                       |
| 10    | Španělsko | Z      | Alberto Quintana                            |
| 11    | Itálie    | Ú      | Vittorio Vigolo                             |
| 12    | Gibraltar | O      | Liam Knox                                   |
| 14    | Španělsko | O      | Tete (na hostování z St Joseph's)           |

| Číslo |           | Pozice | Hráč                                            |
| ----- | --------- | ------ | ----------------------------------------------- |
| 15    | Argentina | O      | Emanuel Ojeda                                   |
| 16    | Gibraltar | Ú      | Tito de Torres                                  |
| 17    | Gibraltar | Ú      | Adam Gracia (na hostování z St Joseph's)        |
| 18    | Španělsko | Ú      | Labra                                           |
| 19    | Gibraltar | Ú      | Julian Del Rio (na hostování z Bruno's Magpies) |
| 20    | Argentina | Z      | Federico Cataruozzolo                           |
| 21    | Španělsko | Z      | Antonio Bello                                   |
| 22    | Gibraltar | O      | Sam Yeo                                         |
| 23    | Gibraltar | Z      | Jaydan Parody                                   |
| 24    | Itálie    | O      | Manuel Ingrassia                                |
| 26    | Irsko     | Z      | Carlos Flood                                    |
| 27    | Gibraltar | O      | Jamie Serra (on loan from St Joseph's)          |
| 81    | Gibraltar | B      | Gian Del Rio                                    |

## Úspěchy

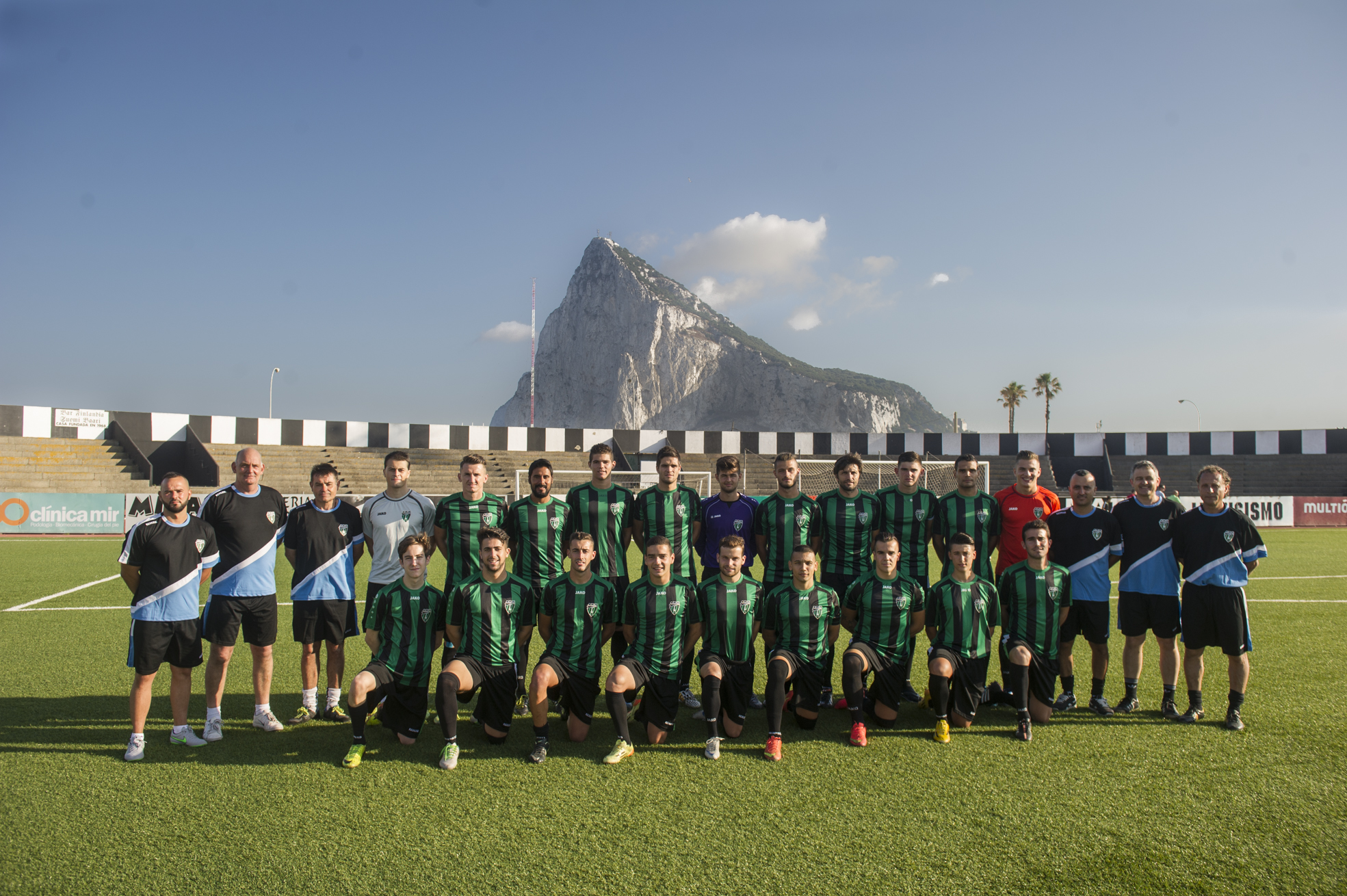
Tým Europa FC v roce 2015

7× Gibraltar Premier Division/Gibraltar National League